# 6865 Данкерлі
6865 Данкерлі (6865 Dunkerley) — астероїд головного поясу, відкритий 2 жовтня 1991 року.
Тіссеранів параметр щодо Юпітера — 3,579.